# 4633-as mellékút (Magyarország)
A 4633-as számú mellékút egy közel 25 kilométer hosszú, négy számjegyű mellékút Jász-Nagykun-Szolnok vármegye középső-déli részén; Martfű városa és a 442-es főút, illetve Cserkeszőlő és a  44-es főút  között fekvő kisebb községeket köti össze egymással és a végponti településekkel, főutakkal. Korábban teljes hosszában a 442-es főút része volt, amíg át nem adták annak településeket elkerülő, néhány kilométerrel keletebbre húzódó szakaszát.

## Nyomvonala
Martfű központjában ágazik ki a 442-es főútból, annak 18+600-as kilométerszelvénye után épült körforgalmú csomópontból, nyugat felé; tulajdonképpen az Öcsödtől ugyanezen körforgalomig húzódó 4627-es út egyenes folytatásának is tekinthető. Szolnoki út néven húzódik a belterület nyugati széléig, amit 2,2 kilométer után ér el; ezt követően délebbi irányt vesz. 3,3 kilométer után éri el Tiszaföldvár határszélét, pár száz méteren át a határvonalat kíséri, majd teljesen tiszaföldvári területre lép.
Ugyanott, a 3+500-as kilométerszelvénye közelében kiágazik belőle egy alsóbbrendű önkormányzati út: ez a Tisza túlsó partján fekvő Vezsenyre vezető kompjárat itteni felhajtójáig húzódik. (Túlparti folytatása Vezseny területén már állami közútnak minősül, 46 149-es számozással és a 4625-ös útig tart.) A folytatásban több irányváltása is következik, délnyugat felé haladva éri el Tiszaföldvár lakott területeit, 5,3 kilométer után, ott pedig délnek fordul és a Kossuth Lajos út nevet veszi fel.
Majdnem pontosan a 7. kilométerénél egy elágazáshoz ér, itt a 4628-as út indul ki belőle Mezőtúr irányába. A 4633-as változatlan néven halad tovább, kisebb irányváltásoktól eltekintve jobbára déli irányban, és 8,3 kilométer után lép ki a belterületről. Kevéssel ezután ismét házak közé ér: ez már Homok településrész, ahol az Ókincsem főút nevet viseli. 9,8 kilométer táján, a településrész északnyugati szélén kiágazik belőle a 46 334-es út, Homok megállóhely felé, ezután az út kilép a házak közül, a 11. kilométer után pedig a települést is elhagyja.
Cibakháza területén folytatódik, a község házait 11,8 kilométer után éri el, nyugatnak haladva, a neve ott Földvári út. Hamarosan újra délebbnek fordul, a neve egy szakaszon Szolnoki út, utána Hősök tere, majd pedig Kunszentmártoni út. 13,8 kilométer után kilép a belterületről, a 15. kilométere táján pedig egy szakaszon a Cibakházi Holt-Tisza partján vezet. 15,8 kilométer után lép át a következő település, Nagyrév területére. Ott azonban lakott területeket nemigen érint: 17,2 kilométer után kiágazik belőle nyugat-északnyugat felé a községbe vezető 46 146-os út, a 19. kilométerétől pedig már tiszainokai területen húzódik tovább.
Tiszainoka lakott területeit ugyancsak nem érinti, épp csak keresztülhalad annak nyugati külterületein; központjába (és azon túl, a 4515-ös útig, illetve a tiszakécskei kompátkelőig) a 46 145-ös út vezet, amely a 19+900-as kilométerszelvénye táján ágazik ki a 4633-as útból. Még a 21. kilométerének elérése előtt átlépi Tiszakürt határvonalát: ez zsinórban már a harmadik olyan település, amelynek csak a határában halad, lakott részeit elkerüli. Tiszakürt központja innen a 46 144-es úton érhető el, amely a 22. kilométernél ágazik ki nyugat felé.
Mintegy fél kilométerrel ezután az út felüljárón keresztezi az M44-es autóút nyomvonalát, és keletebbnek fordul. 23,5 kilométer megtétele után átlép Cserkeszőlő területére, és a belterület nyugati szélétől nem messze véget is ér, délnek fordulva, és így beletorkollva a 44-es főútba, annak 42+200-as kilométerszelvénye közelében.
Teljes hossza, az országos közutak térképes nyilvántartását szolgáló kira.gov.hu adatbázisa szerint 24,045 kilométer.

## Települések az út mentén
- Martfű
- Tiszaföldvár
- Cibakháza
- (Nagyrév)
- (Tiszainoka)
- (Tiszakürt)
- Cserkeszőlő

## Története
1934-ben a kereskedelem- és közlekedésügyi miniszter 70 846/1934. számú rendelete értelmében harmadrendű főútként a Szolnok-Tiszakürt közti 411-es főút része volt.